# Pic de Travessani
El Pic de Travessani és una muntanya que es troba en el terme municipal de la Vall de Boí, a la comarca de l'Alta Ribagorça, i dins del Parc Nacional d'Aigüestortes i Estany de Sant Maurici.
«Travessani deriva del basc "ata-be-atz-andi", la gran penya sota el port (referint-se al port de Colomers), o bé de "arte-baso-andi", entre grans precipicis».
El pic, de 2.754,7 metres, s'alça a la carena que separa la Capçalera de Caldes (NO) i la Vall de Colieto (SE). Està situat al nord-est de les Agulles de Travessani i a l'oest del Pic Nord de Travessani.

## Rutes[3]
Dues són les opcions més habituals:
- Primer anar a buscar el Coll de Travessani (podeu consultar les rutes referenciades al seu article) i el Pic Nord de Travessani després.
- Sortir des del Refugi Joan Ventosa i Calvell direcció est i vorejar, per llevant, les Agulles de Travessani buscant la collada que, al nord, es troba entre el Pic de Travessani i el Pic Nord de Travessani.